# Homonormativité
L'homonormativité (ou homonormalité) est l'assimilation d'idéaux hétéronormaux dans la culture LGBTQ et l'identité individuelle. Plus rarement, elle peut aussi faire référence aux privilèges perçus de l'homosexualité par rapport aux autres sexualités ou à l'imposition des normes gaies/lesbiennes au-dessus des préoccupations des personnes transgenres.

## Origine
Le terme est originellement popularisé en 2003 par la professeure en sciences sociales Lisa Duggan de l'Université de New York dans sa critique sur la démocratie contemporaine, l'égalité et le discours LGBT. Duggan se base sur le concept d'hétéronormativité popularisé par Michael Warner en 1991 pour fonder sa thèse sur l'homonormativité qui reprend notamment des notions du système de sexe/genre de Gayle Rubin et du concept d'hétérosexualité obligatoire d'Adrienne Rich. Elle écrit que « l'homonormativité est une politique qui ne conteste pas les hypothèses et les institutions dominantes de l'hétéronormativité, mais les soutient tout en promettant la possibilité d'une culture gay démobilisée ancrée plutôt dans la domesticité (en) et la consommation ».
L'experte sur les études de genre Susan Stryker relève que le concept d'homonormativité est aussi utilisé par les militants transgenres dans les années 1990, en référence à l'imposition des normes gaies/lesbiennes au-dessus des préoccupations des personnes transgenres.

## Définition
Selon Penny Griffin, maître de conférences sur les relations politiques et internationales à l'Université de Nouvelle-Galles du Sud, l'homonormativité défend le néolibéralisme plutôt que de critiquer la monogamie, la procréation et les rôles de genre binaires comme intrinsèquement hétérosexistes et racistes. Duggan affirme que l'homonormativité fragmente les communautés LGBT en hiérarchies de mérite, et que les personnes LGBT qui se rapprochent le plus d'un standard hétéronormal de l'identité de genre sont considérées comme plus dignes de recevoir des droits. Elle stipule également que les personnes LGBT au bas de cette hiérarchie (par exemple, les bisexuels, les personnes trans, non-binaires, asexuels, intersexes ou de genres non occidentaux) sont considérées comme un obstacle à cette classe d'individus homonormaux recevant leurs droits. Par exemple, une étude empirique a constaté que, dans les Pays-Bas, les personnes transgenres ou de genres non-conformes sont souvent méprisés dans la communauté LGBT pour ne pas agir « normalement ». Ceux qui s'assimilent deviennent souvent invisibles dans la société et ressentent une peur et une honte constantes des non-conformistes au sein de leurs communautés.

## Dans les quartiers gays
Dans une étude de cas sur New York et Paris, la sociologue spécialiste de la gentrification Sylvie Tissot observe que dans les quartiers gays, certains critères de respectabilité se développent dans les discours des gays et lesbiennes et de leur voisinage qui tendent à valoriser les modes de vie proches de l'idéal hétérosexuel (couple avec enfants et propriété) et à déconsidérer les mœurs trop queer, bizarres. Ainsi notamment, une nouvelle figure de l'homo est construite dans ces milieux, par opposition au personnage de la folle, homosexuel efféminé, lubrique et flamboyant : l'optimum est progressivement considéré être un homme gay viril, propre et branché.